# Stéphan Tartari
 (août 2025).
Stéphan Daniel Tartari, né le 11 février 1973 à Grenoble, est un joueur de hockey sur glace professionnel devenu entraineur, puis manager général de Bordeaux. Il est le frère aîné de Christophe, joueur professionnel de hockey.

## Carrière

### Carrière de joueur puis d'entraineur-joueur
Après avoir effectué ses classes à Grenoble, le jeune Stéphan, âgé de 17 ans, décide de s'expatrier au Canada afin de continuer sa progression. Il sera l'un des rares français à s'imposer dans la Ligue de hockey junior majeur du Québec au sein des Harfangs de Beauport. Il y signera quelques exploits, retenant par la même l'attention des sélectionneurs de l'équipe de France Junior, avec laquelle il va participer à deux campagnes européennes, en 1990 (compétition durant laquelle la France est sacrée Championne d'Europe) et 1991.
Pour son retour en France, Stéphan décide de revenir dans son club formateur avec lequel il va tenir le haut de l'affiche pendant trois saisons.
En 1996, il décide de poser ses valises à Bordeaux, ville qu'il ne quittera plus. Joueur emblématique de la capitale girondine, Stéphan accompagnera son club en élite mais ne quittera pas le navire lorsque celui-ci connaît les affres de la liquidation judiciaire. Reparti en Division 3, il devient l'entraîneur-joueur et continuera à tirer le club vers le haut jusqu'à cette année où Bordeaux retrouve enfin la Division 1
Pour sa première saison parmi l'antichambre de l'élite, Tartari mène ses troupes à l'objectif visé : le maintien. Durant la première phase, les Boxers ne sont éliminés des play-off que lors de la dernière journée et une défaite contre les Lynx de Valence sur le score de 1 but à 3. Pour la phase de relégation, les Boxers se sauvent assez facilement en prenant la seconde place, juste derrière les Castors d'Avignon. Pour ce retour en Division 1, Stéphan Tartari conclut la première phase à la 6e place des pointeurs de la poule sud avant de finir en haut des réalisateurs de la poule de relégation.

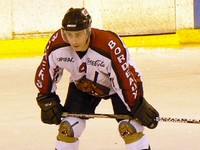
Stéphan Tartari en 2007

Les troupes dirigées par Stéphan Tartari visent toujours officiellement le maintien pour la saison 2007-2008 mais Tartari fixe à ses hommes de rester en lice pour le carré final jusqu'au terme du championnat. Le pari est réussi puisque les Boxers vont accrocher la 4e place, synonyme de demi-finale. Si le début de saison a été difficile pour Tartari, il parviendra à relever son niveau par la suite, compensant son manque de physique par un placement hors pair et un sens du but efficace. Pour preuve de son niveau, il finit 13e meilleur pointeur du championnat dans une équipe où aucune individualité ne ressort mais plutôt un groupe. L'élimination par Gap en demi-finale était prévisible, mais elle prendra un tournant émotionnel supplémentaire pour Stéphan Tartari.
En effet, après le dernier match du championnat régulier (gagné contre Viry), Stéphan décide de rendre publique sa dernière décision en tant que joueur : celle de se retirer de la glace pour mieux au coaching : "Je voudrais vous annoncer que j'arrête. C'est idéal à 35 ans de quitter sur cette belle saison. Je pense que je peux apporter encore plus comme entraîneur et comme coach, où j'ai eu l'aide de Michel Girard ces trois dernières années. C'est une page qui se tourne, ça fait douze ans que je suis à Bordeaux, d'abord comme joueur puis comme entraîneur-joueur après avoir été l'adjoint de Goicoechea. Je veux aussi m'occuper de faire monter encore ce club au niveau du sponsoring. Il y a du potentiel à Bordeaux, on reçoit beaucoup de CV. Un jour on sera peut-être à la place de Grenoble, et je pourrai jouer contre ce frérot...". Un adieu réussi après une demi-finale avec en apothéose son tir de pénalité lors du match aller : seul, avec tout son public qui le pousse, Stéphan Tartari parvient à tromper Mickaël Gasnier dans une ambiance indescriptible. Une carrière qui se conclut après 512 matchs disputés et 787 points.

### Clubs Successifs
- Les Brûleurs de Loups de Grenoble : jusqu'en 1990.
- Les Harfangs de Beauport : de 1990 à 1991.
- Les Noirôts de Saint-Raymond : en 1992.
- Les Riverains de Loretteville : de 1992 à 1993.
- Brûleurs de Loups de Grenoble : de 1993 à 1996.
- Les Boxers de Bordeaux : de 1996 à 1999 en tant que joueur, puis en tant qu'entraîneur adjoint-joueur jusqu'en 2001 puis entraîneur-joueur jusqu'en 2008, et enfin en tant qu'entraîneur général jusqu'en 2012, date à laquelle il devient le manager général du club. Il assure également un intérim sur le banc durant une partie de la saison 2012-2013.

### Palmarès
- 1989-1990:

-  Champion d'Europe des Moins de 18 ans.
- 1990-1991:

- 5e de la Division Frank Dilio en LHJMQ.
- 1993-1994:

- Vainqueur de la Coupe de France.
- 1994-1995:

- 1/4 de finaliste du Championnat de France Elite.
- 1995-1996:

- 1/4 de finaliste du Championnat de France Elite.
- 1996-1997 :

- 1/4 de finaliste du Championnat de France Elite.
- 1997-1998 :

- 1/4 de finaliste du Championnat de France Elite.
- 1999-2000 :

- Vice-Champion de France de Division 3.
- 2005-2006 :

- Vice-Champion de France de Division 2.
- 2007-2008 :

- 1/2 finaliste du Championnat de France de Division 1.

## En équipe nationale
- 1990 : Championnat d'Europe des moins de 18 ans, Groupe B : 5 matchs, 5 buts, 3 assistances.
- 1991 : Championnat d'Europe des moins de 18 ans, Groupe A : 5 matchs, 1 assistance.

## Statistiques
Pour la signification des abréviations, voir statistiques du hockey sur glace.

### En tant que joueur
| Saison          | Équipe                        | Ligue           |     | Saison régulière | Saison régulière | Saison régulière | Saison régulière | Saison régulière |    | Séries éliminatoires | Séries éliminatoires | Séries éliminatoires | Séries éliminatoires | Séries éliminatoires |
| Saison          | Équipe                        | Ligue           | PJ  | B                | A                | Pts              | Pun              | PJ               | B  | A                    | Pts                  | Pun                  |                      |                      |
| 1990-1991       | Harfangs de Beauport          | LHJMQ           | 62  | 4                | 18               | 22               | 12               | -                | -  | -                    | -                    | -                    |                      |                      |
| 1991-1992       | Noirôts de Saint-Raymond      |                 | 39  | 27               | 42               | 69               | 22               | -                | -  | -                    | -                    | -                    |                      |                      |
| 1992-1993       | Riverains de Loretteville     |                 | 58  | 38               | 33               | 71               | 14               | -                | -  | -                    | -                    | -                    |                      |                      |
| 1993-1994       | Brûleurs de Loups de Grenoble | Fra-1           | 26  | 18               | 11               | 29               | 20               | 6                | 3  | 3                    | 6                    | 2                    |                      |                      |
| 1994-1995       | Brûleurs de Loups de Grenoble | Fra-1           | 20  | 4                | 7                | 11               | 6                | 7                | 2  | 4                    | 6                    | 2                    |                      |                      |
| 1995-1996       | Brûleurs de Loups de Grenoble | Fra-1           | 25  | 9                | 5                | 14               | 6                | 7                | 5  | 2                    | 7                    | 6                    |                      |                      |
| 1996-1997       | Dogues de Bordeaux            | Fra-1           | 31  | 18               | 29               | 47               | 12               | 11               | 5  | 7                    | 12                   | 0                    |                      |                      |
| 1997-1998       | Dogues de Bordeaux            | Fra-1           | 36  | 13               | 20               | 33               | 14               | -                | -  | -                    | -                    | -                    |                      |                      |
| 1998-1999       | Dogues de Bordeaux            | Fra-1           | 9   | 7                | 6                | 13               | 6                | Dépôt            | de | Bilan                | du                   | club                 |                      |                      |
| 1999-2000       | Boxers de Bordeaux            | Fra-4           | 18  | 56               | 51               | 107              | 8                | -                | -  | -                    | -                    | -                    |                      |                      |
| 2000-2001       | Boxers de Bordeaux            | Fra-3           | 20  | 29               | 21               | 50               | 14               | -                | -  | -                    | -                    | -                    |                      |                      |
| 2001-2002       | Boxers de Bordeaux            | Fra-3           | 26  | 12               | 14               | 26               | 12               | -                | -  | -                    | -                    | -                    |                      |                      |
| 2002-2003       | Boxers de Bordeaux            | Fra-3           | 21  | 20               | 33               | 53               | 22               | -                | -  | -                    | -                    | -                    |                      |                      |
| 2003-2004       | Boxers de Bordeaux            | Fra-3           | 19  | 32               | 22               | 54               | 22               | -                | -  | -                    | -                    | -                    |                      |                      |
| 2004-2005       | Boxers de Bordeaux            | Fra-3           | 22  | 28               | 36               | 64               | 67               | -                | -  | -                    | -                    | -                    |                      |                      |
| 2005-2006       | Boxers de Bordeaux            | Fra-3           | 26  | 17               | 23               | 40               | 14               | -                | -  | -                    | -                    | -                    |                      |                      |
| 2006-2007       | Boxers de Bordeaux            | Fra-3           | 28  | 18               | 30               | 48               | 22               | -                | -  | -                    | -                    | -                    |                      |                      |
| 2007-2008       | Boxers de Bordeaux            | Fra-2           | 26  | 16               | 20               | 36               | 8                | 2                | 2  | 0                    | 2                    | 2                    |                      |                      |
| Totaux Carrière | Totaux Carrière               | Totaux Carrière | 512 | 366              | 421              | 787              | 301              | 33               | 17 | 16                   | 33                   | 12                   |                      |                      |

### En tant qu'entraineur
| Saison    | Équipe             | Ligue      |  | PJ | V | D                  |  | Classement |
| 2001-2002 | Boxers de Bordeaux | Division 2 |  |    |   | 3e (PD)            |  |            |
| 2002-2003 | Boxers de Bordeaux | Division 2 |  |    |   | 4e (PO)            |  |            |
| 2003-2004 | Boxers de Bordeaux | Division 2 |  |    |   | 5e (PD)            |  |            |
| 2004-2005 | Boxers de Bordeaux | Division 2 |  |    |   | 4e (PD)            |  |            |
| 2005-2006 | Boxers de Bordeaux | Division 2 |  |    |   | Finaliste          |  |            |
| 2006-2007 | Boxers de Bordeaux | Division 1 |  |    |   | 2e (PD)            |  |            |
| 2007-2008 | Boxers de Bordeaux | Division 1 |  |    |   | Demi-finaliste     |  |            |
| 2008-2009 | Boxers de Bordeaux | Division 1 |  |    |   | Quart de finaliste |  |            |
| 2009-2010 | Boxers de Bordeaux | Division 1 |  |    |   | Quart de finaliste |  |            |
| 2010-2011 | Boxers de Bordeaux | Division 1 |  |    |   | Demi-finaliste     |  |            |
| 2011-2012 | Boxers de Bordeaux | Division 1 |  |    |   | 9e                 |  |            |
| 2012-2013 | Boxers de Bordeaux | Division 1 |  |    |   | Demi-finaliste     |  |            |

## Annexe